# Настенко Сергій Володимирович
Сергій Володи́мирович Настенко — український воєначальник, капітан 1-го рангу. Командував СКР-112 під час його переходу з Новоозерного в Одесу під українській прапором. З 1993 року по 1997 рік був командиром фрегата «Гетьман Сагайдачний».
Народився в Миколаєві. Закінчив Калінінградське вище військово-морське училище.
Настенко проходив службу на флоті. У 1989 році став командиром корабля СКР-112. Починаючи з січня 1992 року в Кримській військово-морській базі в Новоозерне, де він проходив службу, розгортаються події пов'язані з прийняттям особовим складом української присяги. Екіпаж очолюваного ним корабля прийняв присягу 26 січня 1992 року. Особовий склад Чорноморського флоту приймаючи присягу Україні відчував тиск з боку керівництва флоту, а від самого Настенко вимагали подачі рапорту на звільнення. Дана атмосфера призвела до того, що 21 липня 1992 капітан-лейтенант Настенко і капітан 2-го рангу Микола Жибарєв, відсторонений за тиждень до цього від командування штабу бригади, очолили перехід корабля з Новоозерне в Одесу з метою залучення уваги до становища моряків, які склали присягу Україні. На даний вчинок їх підштовхнув приклад переходу з Новоозерного в Севастополь в квітні 1992 року, в знак протесту проти українізації бази, корабля МПК-116 під керівництвом Олексія Комісарова.
Екіпаж з 80 осіб почав вихід із затоки Донузлав в Одесу о 8 ранку. Командування на себе, як старший за званням, прийняв Жибарєв. На СКР-112 був піднятий прапор України. На виході із затоки корабель почали переслідувати інші кораблі Чорноморського флоту і морська авіація, застосовуючи до СКР-112 бойову зброю. З Одеси на зустріч кораблю попрямували два прикордонних катери і гідролітаки. Після чого переслідування корабля було припинено і до 19 години СКР-112 прибув до Одеси. Таким чином, СКР-112 став першим кораблем ВМС України. У зв'язку з цим СКР-112 отримав популярність, а членів екіпажу в Україні зустрічали як героїв. Командувач Чорноморським флотом адмірал Ігор Касатонов намагався залучити Настенко та інших керівників корабля до кримінальної та матеріальної відповідальності.
З 1993 року по 1998 рік Настенко був командиром флагмана ВМС України фрегата «Гетьман Сагайдачний». Під його керівництвом корабель здійснив перший в історії українського флоту трансатлантичний похід.
У 2000 році Настенко закінчив Севастопольський військово-морський інститут імені П. С. Нахімова. Закінчив службу на початку 2000-х в званні капітана 1-го рангу. Його остання посада — командир бригади надводних кораблів. Після цього став підприємцем.
У березні 2008 року депутат Верховної ради України Владислав Каськів запропонував президенту країни Віктору Ющенку присвоїти Настенко звання Героя України, однак це звання в результаті йому присуджено не було.